# Alured Clarke

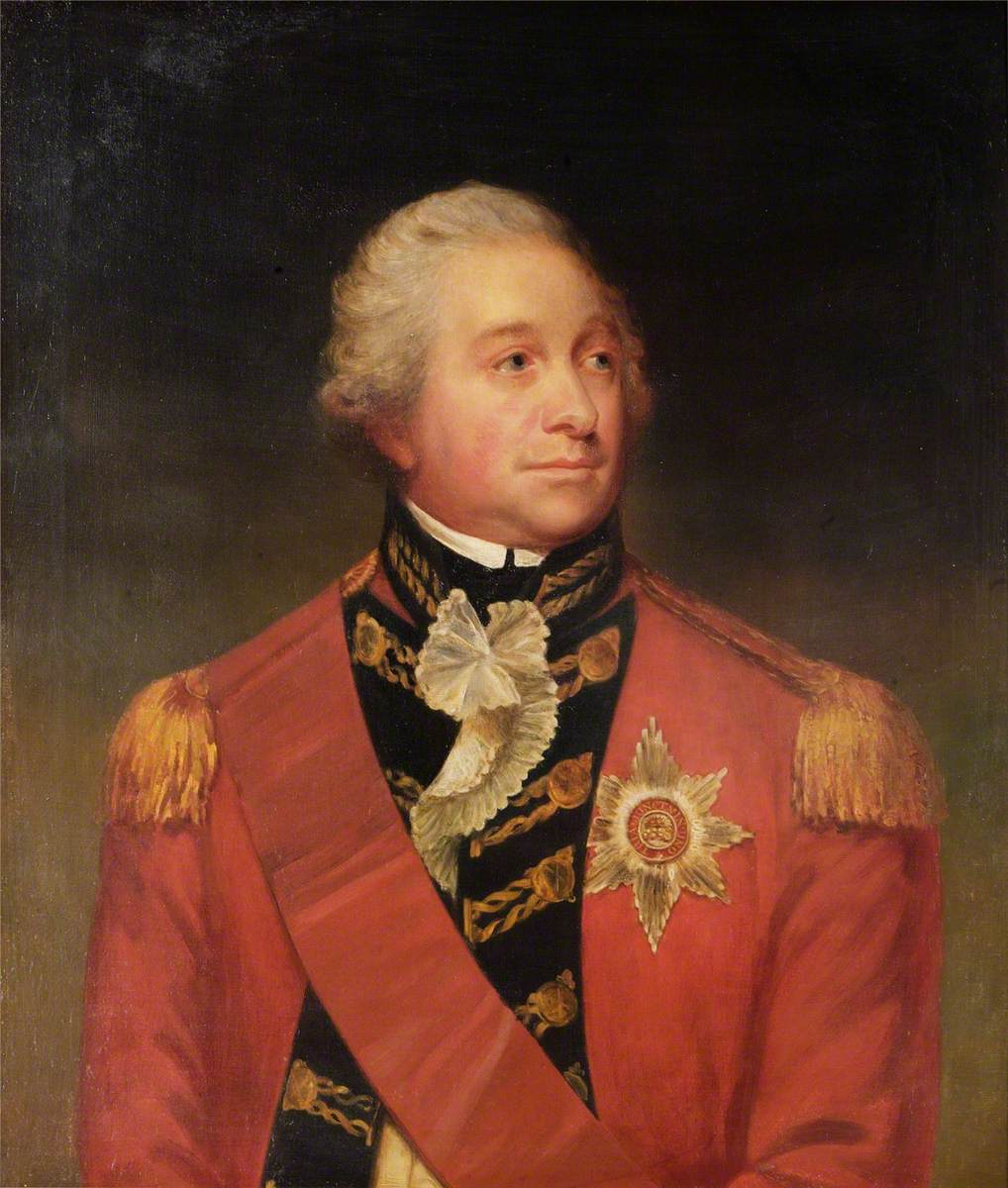
Oficial Alured Clarke

Alured Clarke (24 de noviembre de 1744 - 16 de septiembre de 1832) fue un oficial del Ejército Británico, Teniente Gobernador de la Provincia de Quebec, y administrador civil del Bajo Canadá. Tras servir en Canadá, Clarke sirvió como Comandante en Jefe de las fuerzas británicas en Madrás, para pasar posteriormente a Bengala, y finalmente, al total de la India. 
Clarke comenzó su carrera como oficial en Norteamérica. Su siguiente puesto fue el de Teniente Gobernador de Jamaica, por recomendación personal del rey Jorge III.
En 1795 fue enviado a la India, y entre marzo y mayo de 1797 ocupó el cargo de Gobernador General de la India. Una vez que abandonó el puesto, fue nombrado Comandante en Jefe de las fuerzas británicas en la India hasta 1801.
En 1830 obtuvo el rango de Mariscal de Campo a la llegada de Guillermo IV al trono.
- Datos: Q2614047
- Multimedia: Alured Clarke / Q2614047